# Szerzawa (Isergebirge)
Der Szerzawa (deutsch: Weißfloßberg) ist ein 975 m hoher Berg im schlesischen Teil des Isergebirges in Polen. Der Szerzawa liegt in der Mitte des Hohen Iserkamms in der Gemeinde Gmina Mirsk. 

## Beschreibung
Der Gipfel ist fast vollständig mit Nadelwald bewachsen. Einige km vom Gipfel verläuft die polnisch-tschechische Grenze. 
Über den Gipfel führt der rot markierte Sudeten-Hauptwanderweg.